# Аллегория добродетели и порока (картина Лоренцо Лотто)
Аллегория добродетели и порока (итал. L'Allegoria della Virtù e del Vizio) — картина живописца венецианской школы периода маньеризма Лоренцо Лотто. Написана маслом на дереве (56,5 x 42,2 см), датирована 1505 годом. Хранится в Национальной галерее искусства в Вашингтоне.

## История
Картина создана в 1505 году, о чём свидетельствовала надпись на оборотной стороне доски, позднее утраченная, в которой также было указано имя епископа Тревизо Бернардо де Росси, при дворе которого Лотто завершaл свои ранние произведения. «Аллегория», вероятно, была защитным «покрывалом» (крышкой) портрета епископа. Наличие такого футляра — распространённая практика портретной живописи того времени. Чуть большие размеры нашей картины показывают, как панель крепилась к раме портрета с помощью раздвижного механизма.
Портрет вместе с «покрывалом» был доставлен в Парму самим епископом, когда он пребывал там в 1524 году, и позже попал в коллекцию Фарнезе. «Покрывало» было выставлено на антикварный рынок около 1803 года, а позже, в 1880 году, было приобретено Джакомо Гритти из Бергамо. Оно было снова продано в Лондоне на аукционе Sotheby’s 9 мая 1934 года, а годы спустя ненадолго привезено обратно в Италию. Следующий владелец, Алессандро Контини Бонакосси, в 1935 году продал картину Сэмюэлю Х. Крессу, который привёз её в Соединенные Штаты Америки и в 1939 году подарил это произведение зарождающемуся музею в Вашингтоне.

## Иконография и композиция

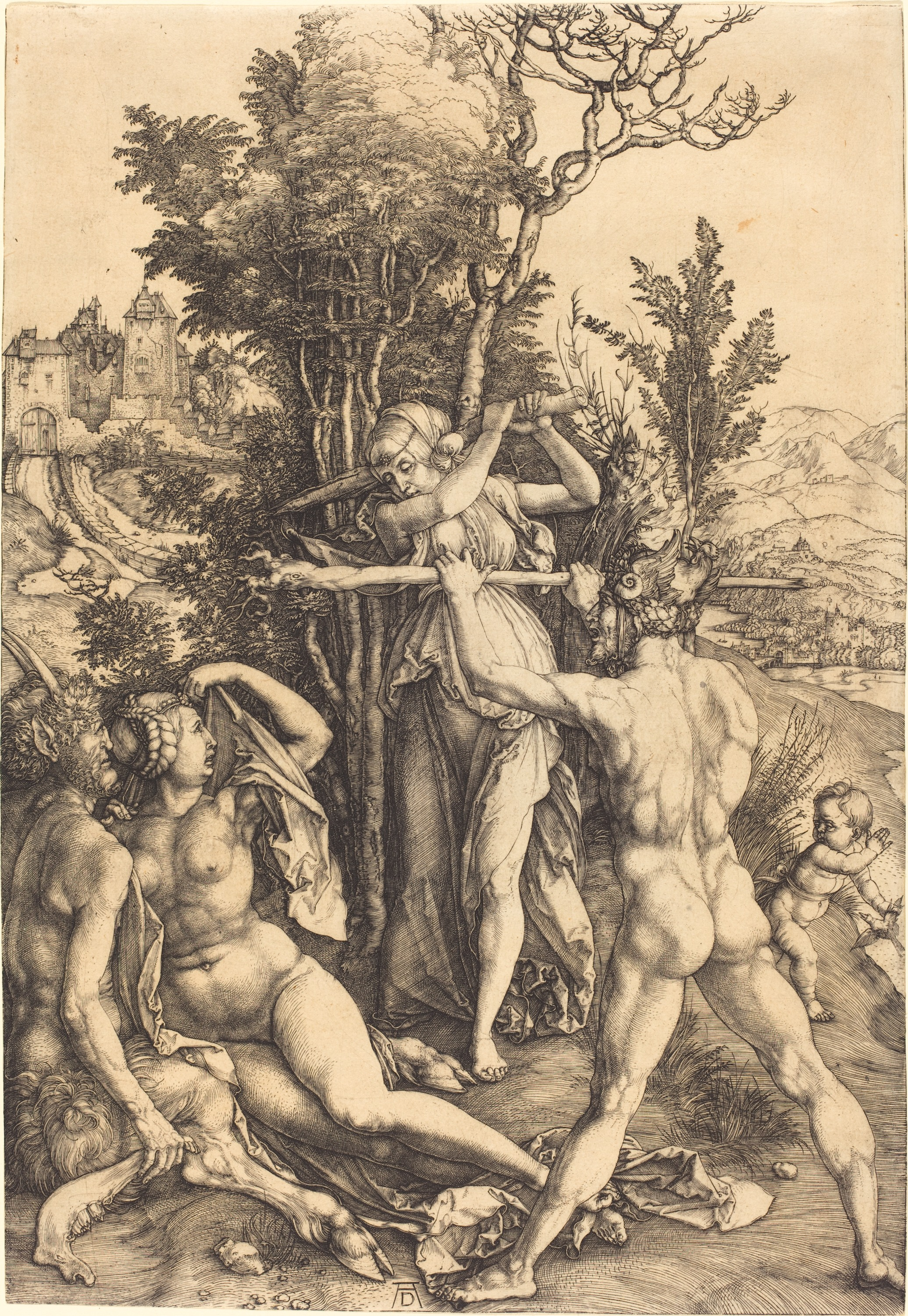
А. Дюрер. Геркулес на распутье. Ок. 1498. Гравюра резцом на меди

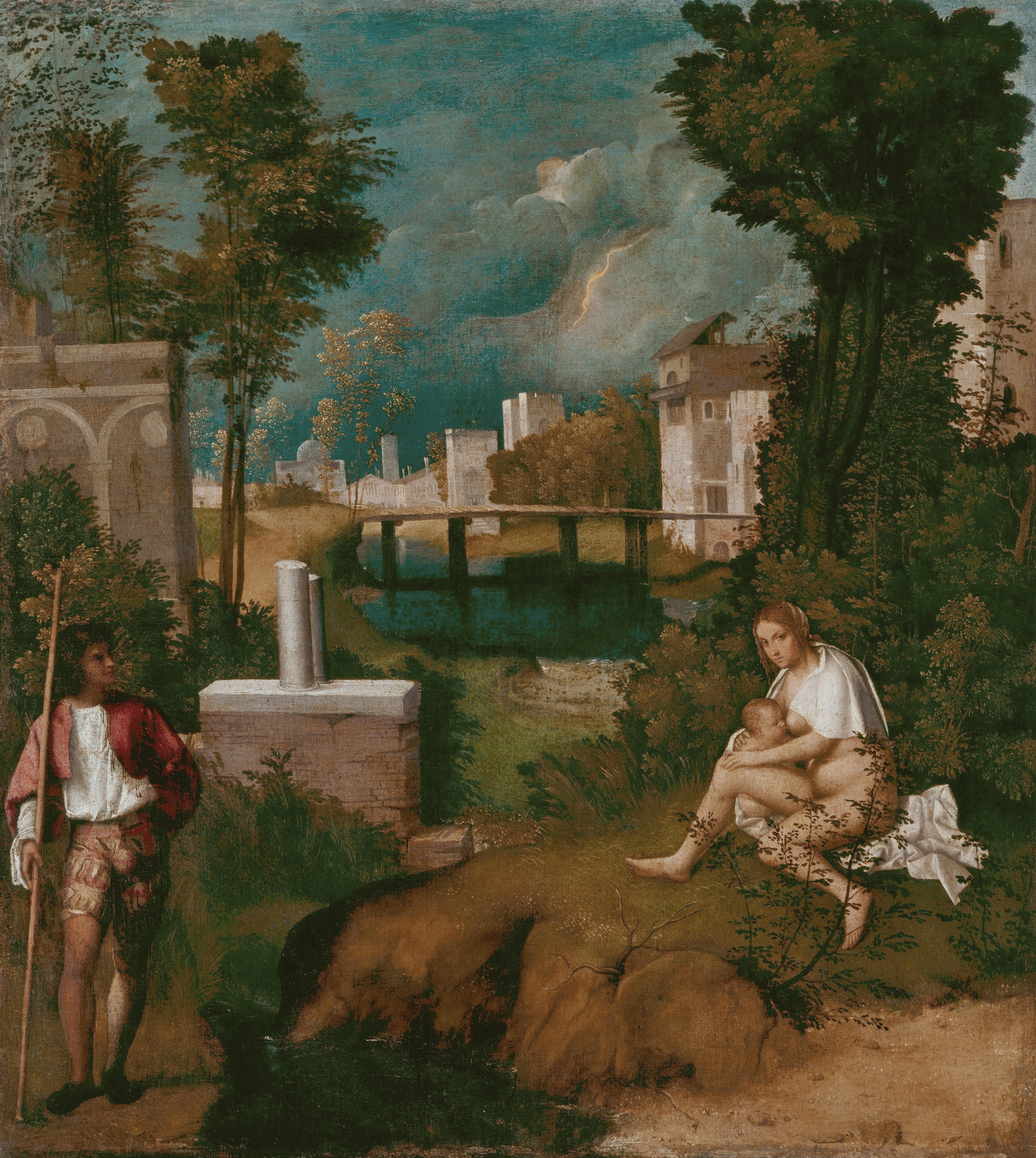
Джорджоне. Буря. Между 1503 и 1509. Холст, масло. Галерея Академии, Венеция

Картина представляет собой аллегорическую сцену с геральдическим гербом епископа де Росси, прислонённым к дереву с обломанным и, одновременно, проросшим стволом в центре. Дерево делит композицию картины надвое: слева высохший лес, справа — зеленеющий. Аллегория добродетели довольно необычно соответствует высохшему лесу с путто, играющим с книгами (символ мудрости) и с символами свободных искусств (флейта для музыки, квадрант для астрономии, циркуль для архитектуры, радиант для геометрии, свиток для поэзии). На дальнем плане — еле заметная фигурка крылатого херувима, совершающего трудный, крутой подъём по горной извилистой тропинке навстречу небесному сиянию. В правой части картины изображён пьяный Силен, спящий среди символов порока на фоне мрачных скал, а также лодка, тонущая в озере — символ жизненных неудач.
Эти аллегории и колорит картины часто сравнивают с состоянием атмосферы на картине «Буря» Джорджоне. Тема, возможно, заимствована из гравюры Дюрера «Геркулес на распутье», где похожее дерево изображено между двумя «морализованными» пейзажами. Однако сопоставление символов и аллегорических фигур Лотто трактует свободно, что свидетельствует о его особом интересе к эмблемам и значениям.